# Фридрих Опавский
Фридрих Опавский (чеш. Bedřich Opavský, нем. Friedrich von Troppau, ок.1440 — между 1470 и 1473) — князь Опавский (1452—1456).

## Биография
Фридрих был старшим сыном князя Вильгельма Опавского и Саломеи из Частоловиц. Принадлежал к побочной линии чешской королевской династии Пржемысловичей.
После смерти его отца в 1452 году Фридрих и его братья Вацлав и Пржемысл совместно унаследовали две трети Опавского княжества. Оставшаяся треть принадлежала их двоюродным братьям Янушу Фульнекскому и Яну III Благочестивому. Их отец также владел Зембицким княжеством, но Фридрих с братьями его не унаследовали, поскольку незадолго до смерти Вильгельм Опавский передал его своему брату Эрнесту в обмен на принадлежавшую ему треть Опавского княжества. 
Фридрих и его братья ко времени смерти отца были несовершеннолетними, и опеку над ними взял дядя, Эрнест Опавский. Он оказался мотом, постоянно был в долгах, и в 1456 году продал принадлежащие племянникам две трети Опавского княжества дальнему родственнику, князю опольскому Болеславу V, за 28 тысяч дукатов. 
О жизни Фридриха мало что известно. У его матери не было достаточного дохода, чтобы содержать надлежащий княжеский двор. Чтобы помочь ей, князь Конрад X Олесницкий в 1460 году передал ей город Сцинаву на  правах узуфрукта. Неизвестно, проживал ли Фридрих в Сцинаве, как его брат Вацлав.
Фридрих Опавский умер между 1470 и 1473 годами, не имея ни жены, ни детей.